# Kazushi Hano
Kazushi Hano (jap. 羽野 一志, Hano Kazushi; * 21. Juni 1991 in Nagoya) ist ein japanischer Siebener-Rugby-Spieler und Teilnehmer der Olympischen Sommerspiele 2016.
Seit April 2014 spielt er für die Rugby-Werksmannschaft Shining Arcs von NTT Communications.
Kazushi Hano spielt in der Position Schlussmann und gehörte zu Japans Team für die Asienspiele 2014.